# Powiat Kamiennogórski
Der Powiat Kamiennogórski ist ein Powiat (Kreis) in der Woiwodschaft Niederschlesien in Polen. Er hat eine Fläche von 396 km², auf der etwa 43.400 Einwohner leben. Der Powiat gehört der Euroregion Neiße an.

## Gemeinden
Der Powiat umfasst vier Gemeinden: Eine Stadtgemeinde, eine Stadt-und-Land-Gemeinde und zwei Landgemeinden:
Stadtgemeinde:
- Kamienna Góra (Landeshut in Schlesien)

Stadt-und-Land-Gemeinde:
- Lubawka (Liebau in Schlesien)

Landgemeinden:
- Kamienna Góra
- Marciszów (Merzdorf im Riesengebirge)